# Sacra Doctrina
Sacra Doctrina è una rivista di teologia sistematica.

## Storia editoriale
Dal 1956 il suo intento è stato quello di presentare, in modo organico e sistematico, il messaggio cristiano nella prospettiva dell'espressione tomistica "Sacra Dottrina": la conoscenza che "Dio ha di se stesso e dell'intera creazione" , e che comunica all'uomo con la grazia della contemplazione. 
La rivista Sacra Doctrina è una pubblicazione semestrale di Teologia sistematica. È la rivista ufficiale del dipartimento di Teologia sistematica della Facoltà Teologica dell'Emilia-Romagna. Sacra Doctrina è la più antica rivista teologica scientifica italiana, fondata nel 1956. Viene pubblicata due volte all'anno. 
Quaderni di Sacra Dottrina è una collana di libri accademici, che raccoglie monografie sulla teologia sistematica e tomistica. 

## Settore di interesse
Il campo di interesse di Sacra Doctrina abbraccia il contributo di culture diverse da quella occidentale allo sviluppo di una teologia sistematica e cattolica.
Sacra Doctrina è la pubblicazione del Dipartimento di Teologia sistematica della Facolta' Teologica dell'Emilia-Romagna.
Sacra Doctrina è sponsorizzata dalla Provincia Domenicana di San Domenico in Italia.
Sacra Doctrina è pubblicata dalle Edizioni Studio Domenicano.

## Redazione
Direttore: Antonio Olmi OP
Consiglio editoriale: Members of the Department of Systematic Theology of the Theological Faculty of Emilia-Romagna (FTER)
Consiglio scientifico: Giorgio Carbone OP, Attilio Carpin OP, Erio Castellucci, François Dermine OP, Daniele Gianotti, 靖保路 Jing
Baolu, Sergio Parenti OP, Cesare Rizzi, Marco Salvioli OP.

## La garanzia di autorevolezza della rivista

### Informazioni sul contenuto dell'articolo
Sacra Doctrina tiene in considerazione gli articoli, scritti in qualsiasi lingua di rilevanza accademica, presentati per la pubblicazione se conformi alle seguenti linee guida.

### L'originalità
Gli articoli non devono essere stati precedentemente pubblicati altrove e devono differire in modo significativo e sostanziale da altri materiali che l'autore può aver pubblicato. Sacra Doctrina non considera gli articoli attualmente sottoposti ad altre riviste o quelli che saranno probabilmente pubblicati come parte di un libro nel prossimo futuro.

### Contenuto accademico
Sacra Doctrina è interessata all'avanzamento della teologia cattolica, da un punto di vista sistematico e interculturale. I criteri principali per la pubblicazione sono che una presentazione sia originale nel contenuto, rigorosa nel ragionamento e chiaramente comprensibile per gli studiosi di studi teologici o filosofici.

### Traduzioni
Sacra Doctrina accetta traduzioni in inglese di articoli pubblicati in altre lingue, se si ritiene che abbiano un ampio appeal e non siano facilmente accessibili alla comunità scientifica.

### Come vengono recensiti gli articoli
L'articolo sarà sottoposto a tre revisori anonimi; sarà pubblicato se approvato da almeno due di loro. L'esito della peer review sarà trasmesso all'autore, sia che il saggio sia stato accettato o meno. Se una proposta sembra ovviamente inappropriata alla Sacra Doctrina, può essere respinta senza entrare nel processo di revisione.